# Burdurské jezero
Burdurské jezero (turecky Burdur Gölu) je jezero v jihozápadním Turecku. Má rozlohu 250 km² (sedmé největší jezero v zemi), střední hloubku 44 m a maximální hloubku 110 m, jeho povodí zaujímá rozlohu 6150 km². Leží v nadmořské výšce 857 metrů na území provincií Burdur a Isparta, na jeho jihovýchodním pobřeží leží město Burdur.
Jezero je tektonického původu, jeho voda je slaná a má pH 9,5. Nikdy nezamrzá a je oblíbeným zimovištěm vodních ptáků, vyskytuje se zde sedmdesát procent světové populace ohrožené kachnice bělohlavé. Žije zde také endemická ryba halančíkovec maloasijský. Od roku 1994 je Burdurské jezero chráněným územím na základě Ramsarské úmluvy.
Množství vody v jezeře se zmenšuje, protože jeho přítoky jsou využívány k zavlažování polí.